# Warm Springs, Georgia
Warm Springs là một thành phố thuộc Quận Meriwether, tiểu bang Georgia với dân số khoảng 425 người (điều tra dân số năm 2010).